# J1 League
Die J1 League (J1リーグ, J1 Rīgu) ist die oberste Liga der Japan Professional Football League (日本プロサッカーリーグ, Nippon Puro Sakkā Rīgu) und höchste Spielklasse im japanischen Fußball. Es ist eine der erfolgreichsten Fußballligen im asiatischen Mannschaftsfußball und die einzige mit der Topbewertung ‚A‘ der AFC. Ihr ist die J2 League untergeordnet.
Rekordtitelträger sind die Kashima Antlers mit insgesamt acht gewonnenen Meisterschaften. Amtierender Meister ist der Verein Vissel Kōbe, der diesen Titel in der Saison 2024 erfolgreich verteidigen konnte und zum zweiten Mal in seiner Vereinsgeschichte gewann.

## Geschichte

### Bis zur Gründung der J. League 1992
Vor der Gründung der J. League als höchste Spielklasse in Japan spielten mehrere Amateurteams in der Japan Soccer League (JSL). Aufgrund des amerikanischen Einflusses nach der Niederlage im Zweiten Weltkrieg war Baseball seit Jahren zum Nationalsport avanciert, und das Interesse am Fußball war, bis auf landesweite Jugendmannschaftsturniere, eher gering. Die meist vertretenen Werksmannschaften großer Firmen besaßen finanziell starken Rückhalt, allerdings lohnte es nicht, in größere Stadien oder gute Plätze zu investieren. Auch die Nationalmannschaft besaß nicht die Qualität, um zu einem der asiatischen Top-Teams aufzusteigen. Um das Interesse am Sport zu wecken, entschloss sich die Japan Football Association (JFA), eine Profiliga zu gründen.
Die gegründete J. League startete 1992 mit acht Klubs der JSL First Division, einem Verein der JSL Second Division und dem neu gegründeten Verein Shimizu S-Pulse. Viele Vereine änderten ihre Namen, ähnlich wie Teams der US-amerikanischen Profiligen NBA, NFL und die Major League Baseball, mit Wörtern, die der italienischen oder spanischen Sprache entlehnt sind, um die Vereine zu europäisieren. Ein Großteil der neuen Maskottchen kreierte zwischen 1992 und 1995 Sony Entertainment. Die JSL änderte ihren Namen in Japan Football League und wurde zur zweiten Spielklasse hinter der J. League. Die erste offizielle Saison begann erst 1993, und das Gründungsjahr wurde genutzt, um mit dem J.League Cup den zehn Teams eine Vorbereitungssaison zu geben.

### Hochphase der J. League 1993–1995
Am 15. Mai 1993 begann die erste Saison der neu gegründeten Liga mit dem Spiel zwischen Verdy Kawasaki und den Yokohama Marinos im Olympiastadion Tokio. Die Medienpräsenz des Sports im Fernsehen – so wurde mindestens ein Spiel pro Spieltag landesweit übertragen – sorgte für großes Interesse beim Publikum. Die Stadien füllten sich und mit altgedienten ausländischen Stars versuchten die Vereine den Sport attraktiv zu machen. In ihrer zweiten Ausgabe 1994 verzeichnete die Liga ihren ungebrochenen Zuschauerrekord von durchschnittlich 15.598 Zuschauern pro Spiel.
Mit der gestiegenen Begeisterung für die Liga, bemühten sich auch die unterklassigen Vereinen um einen Platz in der Profiliga. Júbilo Iwata und Bellmare Hiratsuka erweiterten für die Saison 1994 das Feld, welches in den folgenden vier Jahren mit sechs weiteren Mannschaften vergrößert wurde.

### Nach dem Boom 1996–1999
Trotz des Erfolges der ersten drei Jahre erwarteten Experten das baldige Platzen der Blase. Mit der Verpflichtung weiterer Spieler und hohen Gehältern drohten die Ausgaben die zu erwartenden Einnahmen zu übersteigen. Mit dem abrupten Rückgang der Zuschauerzahlen 1996 ging ein Jahr später nur noch knapp jeder zweite im Vergleich zum Rekordjahr 1994 ins Stadion. Damit mussten die Vereine, wie erwartet, hohe Verluste hinnehmen und drohten finanziell auszubluten. Auf Grund des geringen Interesses der Zuschauer entschied man, den zweigeteilten Modus für die Saison 1997 wieder einzuführen. Vermutungen gehen davon aus, dass vor allem das schnelle Wachstum der Liga die Gunst der Zuschauer sinken ließ.
Trotz der Lösung der Vereine aus ihren Firmen waren viele immer noch auf deren Sponsoring angewiesen. Mit der wirtschaftlichen Rezession sank auch die Liquidität der Unternehmen und somit die Einnahmen der Klubs durch ihre de facto noch Mutterunternehmen. So kündigte Sato Kogyo, Generalunternehmer und einer der beiden Hauptsponsoren der Yokohama Flügels, 1998 an, man werde aufgrund der finanziellen Schwierigkeiten die Unterstützung des Vereins einstellen. All Nippon Airways, zweiter Hauptsponsor, war nicht zahlungskräftig genug, um alleine das Sponsoring zu betreiben, und somit bemühte man sich um eine Lösung. Nach einem Treffen mit Nissan, deren ehemalige Werksmannschaft in den Yokohama Marinos aufgegangen ist, einigte man sich auf einen Zusammenschluss der ehemaligen Stadtrivalen. Die Flügels wurden aufgelöst und in die umbenannten Yokohama F. Marinos integriert – das F. im Namen erinnert heute noch an die Flügels.
Ein zweiter Vorfall dieser Art betraf den damaligen Verein Bellmare Hiratsuka, dessen Hauptsponsor Fujita seine Unterstützung einstellen musste, was zu einem Zwangsabstieg des Vereins 2000 führte. Die Liga drohte zu kollabieren, sollte keine Lösung gefunden werden.

### Umstrukturierung 1999–2004
Um der Situation Herr zu werden, entschieden sich die Verantwortlichen mit zwei Maßnahmen der drohenden Katastrophe gegenzusteuern.
Die „Hundert-Jahre-Vision“ sah vor, bis zum Jahr 2092 in der J. League über 100 Profiteams aufzuziehen. Um die Liga zu retten, nahm die Leitung die Vereine in die Verantwortung, auf lokaler Ebene Werbung für den Fußball, aber auch andere Sportaktivitäten zu machen. Durch die Verwurzelung mit der Heimat sollen die Vereine interessant für die Heimatstadt, ihre Bevölkerung und lokal ansässige Firmen als Sponsoren werden. Die Liga versuchte also gezielt eine landesweite Struktur des Sports zu verhindern. Und tatsächlich, mit Anpassung der wirtschaftlichen Kriterien für den Aufstieg in die J. League Division 2, konnten sich viele kleinere Städte mit Profivereinen etablieren.
Des Weiteren musste sich 1999 die Struktur der Liga entscheidend verändern. Mit Etablierung der J. League Division 2 als Vorhof der Profiliga wurde die JFL in die Drittklassigkeit verdrängt. Die Division 2 bestand zunächst aus neun Vereinen der alten JFL und einem Absteiger der Division 1. Somit bestand das Oberhaus noch aus 16 Teams, die Division 2 aus zehn Vereinen.
Das Spiel betreffend orientierte sich die Liga nun an dem europäischen Format. Ursprünglich versuchte die Liga Unentschieden zu verhindern, und normale Spiele endeten im Zweifelsfall mit Verlängerung, Golden Goal oder Elfmeterschießen. Mit der Saison 1999 gab es kein Elfmeterschießen mehr, 2002 keine Verlängerung in Division 2 und ein Jahr später auch in der Division 1.
Bis 2004, mit einer Ausnahme in der Saison 1996, war die Saison zweigeteilt. So gab es jeweils einen Hin- und Rückrundengewinner, welche die Meisterschaft in zwei Play-off-Spielen unter sich entschieden. Ausnahmen bildeten hier 2002 Júbilo Iwata und 2003 die Yokohama F. Marinos, die beide Hälften für sich entschieden konnten und sich die Austragung eines Saisonfinales erübrigte. Auch deswegen verzichtete die Liga ab der Saison 2005 auf das zweigeteilte Ligasystem und orientierte sich auch hier am europäischen Pendant.

### Europäisches Ligaformat und AFC Champions League 2005–2008
Ab der Saison 2005 bestand die Division 1 aus 18 Mannschaften mit zwei direkten Abstiegsplätzen und einem Relegationsplatz. Am letzten Spieltag kämpften noch fünf Mannschaften um den Titel. Die Tabellenführung wechselte vier Mal, zuletzt noch in der Nachspielzeit. Letztendlich konnte sich Gamba Osaka vor den Urawa Reds den Titel sichern. Das Interesse an der Liga stieg wieder und hielt sich seitdem konstant.
Die Rolle der AFC Champions League, an der japanische Teams bereits seit den 1980er Jahren teilnahmen, wandelte sich für den japanischen Ligafußball auch in dieser Zeit. Die Teilnahme empfanden die Vereine als Bürde, die nur vom nationalen Wettbewerb ablenkt. Beispielhaft hierfür ist die Saison 2005, während der Yokohama und Iwata innerhalb von 44 Tagen 13 CL- und Ligaspiele zu bestreiten hatte und sich auf keinen der Wettbewerbe konzentrieren konnte.
Auf Druck der Vereine entschied die Ligaleitung, zukünftig – ähnlich wie bereits die koreanische K League Classic und die chinesische Chinese Super League – auf die AFC-Teilnehmer Rücksicht zu nehmen und die Spieltage der Liga dem internationalen Wettbewerb anzupassen. Die Anpassung erfolgte für die Saison 2006.
Der Einbezug der australischen A-League und die Einführung der FIFA-Klub-Weltmeisterschaft steigerten die Vermarktung des Sports auf dem asiatischen Kontinent. Der Fokus der erfolgreichen Vereine zielte nun auch, ähnlich wie in Europa, auf die internationalen Wettbewerbe. So konnte zum Beispiel Kawasaki Frontale mit seiner Teilnahme an der Champions League 2007 eine Fanbasis in Hong Kong aufbauen und die Pokalsiege der Urawa Red Diamonds 2007 und Gamba Osaka 2008 bezeugen die Bemühungen der Vereine im internationalen Geschäft.
Belohnt wurde das exzellente Management der Liga mit dem höchsten zu vergebenen Ligaranking und insgesamt vier Startplätzen im Wettbewerb ab der Saison 2009. Die Liga nutzte die Chance, um sich international, mit Fokus auf Asien, zu vermarkten.
Seit der Teilnahme an der Champions League konnte der Sieger des Kaiserpokals, welcher stets am Neujahrstag des folgenden Jahres ausgespielt wird, erst im darauffolgenden Jahr am internationalen Wettbewerb teilnehmen.
Beispielhaft sei hier Tokyo Verdy zu nennen, die mit Gewinn des nationalen Pokals 2005 und dem Abstieg in die Division 2 im selben Jahr als Zweitligist an der CL-Saison 2007 teilnehmen durfte.
Um diese Lücke zu schließen, wurde die Teilnahme der Kashima Antlers, als Sieger des Kaiserpokal 2007, übergangen, da der Verein als Meister 2008 ohnehin teilnehmen durfte.
Somit spielt der Sieger der Kaiserpokals seit der Saison 2008 in der darauffolgenden Saison der Champions League.

### Moderne seit 2009
Mit Beginn der Saison 2009 gab es drei Veränderungen. Es dürfen vier Mannschaften der J. League an der AFC Champions League teilnehmen. Des Weiteren gibt es seit dieser Saison drei direkte Abstiegsplätze in die Division 2. Weiterhin darf fortan jeder Verein maximal vier ausländische Spieler besitzen, von denen mindestens einer die Nationalität eines anderen AFC-Landes besitzen muss.
Zur Saison 2015 wurde zur Ermittlung des Meisters ein neuer Modus eingeführt. Die besten drei Mannschaften der Saison sowie zusätzlich, falls nicht schon über die Gesamttabelle teilnahmeberechtigt, die Sieger der Hin- und der Rückrunde bestritten ein Meisterschaftsturnier. Der Gesamttabellen-Erstplatzierte war hierbei direkt für die Finalspiele, welche in Hin- und Rückspiel ausgetragen werden, qualifiziert; die übrigen Mannschaften spielten in einzelnen K.-o.-Spielen den Gegner aus. Schon zur Saison 2017 erfolgte jedoch eine Rückkehr zum bis zur Saison 2014 gültigen Modus eines Doppelrundenturniers nach europäischem Vorbild. Mit Beginn der Saison 2018 wurde die Relegation für den Tabellensechzehnten wiedereingeführt; die entsprechende Mannschaft muss sich am Ende der Spielzeit in einem einzelnen Spiel gegen den Sieger der J2-Aufstiegsplayoffs behaupten. Nach dem ersten Spieltag der Saison 2020 erfuhr die J1 League eine etwa viermonatige Zwangspause aufgrund der COVID-19-Pandemie, die Wiederaufnahme unter Auflagen und mit ausgesetztem Abstieg erfolgte ab dem 4. Juli 2020. In der Saison 2021 umfasste die Spielklasse daher einmalig 20 Mannschaften. Durch den Abstieg von zwei zusätzlichen Vereinen zum Ende der Saison, wurde zur Saison 2022 die ursprüngliche Ligastärke von 18 Mannschaften wiederhergestellt.
Am 21. Dezember 2022 wurde eine größere Umstrukturierung der drei Profiligen verkündet. Das übergeordnete Ziel dieser war, dass jede Profiliga zum Start der Saison 2024 eine Ligastärke von 20 Mannschaften besitzt. Infolgedessen stieg in der Saison 2023 nur der Tabellenletzte ab. Durch den gleichzeitigen Aufstieg von drei Mannschaften zum Ende der J2 League 2023 erhöhte sich dadurch die Anzahl der Mannschaften auf 20. Seit der Saison 2024 steigen zum Ende jeder Saison die drei am schlechtesten platzierten Vereine ab, Relegationsspiele finden nicht mehr statt.

### Zusammenfassung
| Jahr | Wichtige Ereignisse | # J1 Teams | # AFC Teams | Abstiegspl. |
| ---- | --- | ---------- | ----------- | ----------- |
| 1989 | - Die JFA bildet ein Komitee zur Gründung einer Profiliga. |            |             |             |
| 1990 | - Das Komitee entscheidet die Kriterien für künftige Profiklubs - 15 von 20 Vereinen der Japan Soccer League erhalten die Teilnahmeberechtigung für die Profiliga |            |             |             |
| 1992 | - Die Profiliga J. League wird gegründet. Folgende Vereine bilden das Teilnehmerfeld: - Gamba Osaka, JEF United Ichihara, Nagoya Grampus Eight, Sanfrecce Hiroshima, Urawa Red Diamonds, Verdy Kawasaki, Yokohama Flügels, and Yokohama Marinos (aus der alten JSL First Division) - Kashima Antlers (aus der JSL Division 2) - Shimizu S-Pulse (neu gegründet, keine Werksmannschaft). - Japan Soccer League wird zur zweitklassigen Japan Football League - Der J.League Cup wird als Vorbereitungssaison mit 10 Teams ausgespielt       |            |             |             |
| 1993 | - Die J. League spielt ihre erste offizielle Saison | 10         |             |             |
| 1994 | - Weitere Vereine steigen in die J. League auf: Júbilo Iwata und Bellmare Hiratsuka | 12         |             |             |
| 1995 | - Weitere Vereine steigen in die J. League auf: Cerezo Osaka und Kashiwa Reysol - Das erste Punktesystem wird vorgestellt: Für einen Sieg erhält die Mannschaft 3 Punkte, für die Niederlage im Elfmeterschießen 1 Punkt und für eine Niederlage in der regulären bzw. verlängerten Spielzeit 0 Punkte | 14         |             |             |
| 1996 | - Weitere Vereine steigen in die J. League auf: Kyoto Purple Sanga und Avispa Fukuoka - Die Liga setzt die zweigeteilte Saison aus - Die Durchschnittszuschauerzahl sinkt auf das Rekordtief von 10.131 Zuschauern pro Spiel | 16         |             |             |
| 1997 | - Ein weiterer Verein steigt in die J. League auf: Vissel Kōbe - Die Liga spielt wieder in einer zweigeteilten Saison - Das Punktesystem wird geändert: Für den Sieg regulären Zeit erhält die Mannschaft 3 Punkte, in der Verlängerung 2 Punkte, im Elfmeterschießen 1 Punkt. Für die Niederlage gibt es keine Punkte. | 17         |             |             |
| 1998 | - Ein weiterer Verein steigt in die J. League auf: Consadole Sapporo - Yokohama Flügels kündigt die Auflösung und Angliederung an den Stadtrivalen Yokohama Marinos ab der kommenden Spielzeit an. - Die Liga gibt die Hundert-Jahres-Vision als ihr Ziel an. - Die Liga kündigt die Etablierung eines Zweiligensystems ab der kommenden Spielzeit an. - Die Liga hält das J. League Promotion Turnier ab, um über Auf- und Abstieg für die kommende Saison zu entscheiden. Consadole Sapporo wird der erste Absteiger der Ligageschichte. | 18         |             |             |
| 1999 | - Yokohama Marinos fusionieren mit den Yokohama Flügels werden zu den Yokohama F. Marinos. - Das Elfmeterschießen wird in beiden Ligen abgeschafft. - Das Punktesystem wird verändert: Für einen Sieg in der regulären Spielzeit erhält eine Mannschaft 3 Punkte, in der Verlängerung 2 Punkte, bei einem Unentschieden 1 Punkt. - Die alte Japan Football League wird umstrukturiert und zur dritten Liga. Um die Unterscheidung zur alten Liga sicherzustellen, wird die neue JFL in Japan Nihon Football League genannt.                | 16         |             | 2           |
| 2002 | - Erstmals qualifizieren sich am Ende der Saison zwei Mannschaften für die neu eingeführte AFC Champions League | 16         | 2           | 2           |
| 2003 | - Die Verlängerung wird in Ligaspielen der Division 1 abgeschafft und das traditionelle 3-1-0 Punktesystem etabliert | 16         | 2           | 2           |
| 2004 | - Für die Erweiterung der Liga auf 18 wird der Abstieg diese Saison abgesetzt. Nur zwei Teams steigen auf. - Einführung des Auf- und Abstiegssystems mit 2 direkten und einem indirekten Aufstiegsplatz, welcher in zwei Partien ausgespielt wird. | 16         | 2           | 0.5         |
| 2005 | - Die J. League Division 1 wird auf 18 Mannschaften erweitert - J. League Division 1 schafft komplett die zweigeteilte Spielzeit ab. | 18         | 2           | 2.5         |
| 2006 | - Die Auswärtstorregel wird im J.League Cup und den Auf- bzw. Abstiegsspielen eingeführt - Die Liga gründet ein Komitee, welches über die Erweiterung der Liga berät - Die Liga führt die Auflagen zur Teilnahmeberechtigung an der J. League wieder ein | 18         | 2           | 2.5         |
| 2007 | - Die Meister der J. League (Kashima Antlers) darf die nächsten beiden Ausgaben der FIFA-Klub-Weltmeisterschaft austragen. Beachte: Sollte ein japanischer Verein die AFC Champions League gewinnen, verlieren sie dieses Recht. - Die Urawa Red Diamonds gewinnen als erste japanische Mannschaft die AFC Champions League seit ihrer Neuauflage 2002. | 18         | 2           | 2,5         |
| 2008 | - Gamba Osaka gewinnt die AFC Champions League, als zweite japanische Mannschaft in Folge. | 18         | 2 + 1       | 2,5         |
| 2009 | - Vier Vereine dürfen an der AFC Champions League teilnehmen. - Einführung des AFC-Spieler Vorrechts. - Der indirekte 16. Abstiegsplatz wird in einen direkten umgewandelt. Nun steigen drei Mannschaften automatisch ab bzw. auf. | 18         | 4           | 3           |
| 2011 | - Der Meister der J. League darf als Titelträger des ausrichtenden Verbandes an den nächsten zwei Ausgaben der FIFA-Klub-Weltmeisterschaft teilnehmen. | 18         | 4           | 3           |
| 2015 | - Die zweigeteilte Spielzeit wird wiedereingeführt. - Zur Meisterermittlung wird ein Turniermodus installiert, für den sich die drei Besten der Gesamttabelle sowie, falls nicht schon über diesen Weg teilnahmeberechtigt, die beiden Halbserienmeister qualifizieren. Der Gesamt-Erstplatzierte ist für das in Hin- und Rückspiel ausgetragene Finale gesetzt, die übrigen Mannschaften bestimmen im K.-o.-Modus den Gegner. | 18         | 4           | 3           |
| 2017 | - Erneute Abschaffung der zweigeteilten Meisterschaft sowie des Meisterschaftsturniers am Ende der Saison. - Die Urawa Red Diamonds gewinnen zum zweiten Mal die AFC Champions League. | 18         | 4           | 3           |
| 2018 | - Wiedereinführung der Relegation zwischen J1 und J2; der Tabellen-Sechzehnte spielt in einer einzelnen Partie gegen den Gewinner der J2-Aufstiegsplayoffs um den Klassenerhalt. | 18         | 4           | 2,5         |
| 2020 | - Wegen der Ausnahmesituation durch die Corona-Pandemie gibt es in dieser Saison keine direkten Absteiger und keine Abstiegs-Relegation. | 18         | 4           | 0           |
| 2021 | - Die Saison wird mit 20 Mannschaften ausgetragen. Um wieder die ursprüngliche Größe von 18 Mannschaften zum Ende der Saison zu erreichen, steigen vier Mannschaften in die J2 League ab. | 20         | 4           | 4           |
| 2022 | - Die Saison wird wieder im ursprünglichen Format (18 Mannschaften, davon zwei Absteiger und ein Relegationist) durchgeführt. | 18         | 4           | 2,5         |
| 2023 | - Für die Erweiterung der Liga auf 20 Mannschaften steigt in dieser Saison nur eine Mannschaft ab, Relegationsspiele finden künftig nicht mehr statt. | 18         | 4           | 1           |
| 2024 | - Die J1 League wird auf 20 Mannschaften erweitert. - Künftig steigen die drei schlechtesten Vereine direkt ab. | 20         | 4           | 3           |

## Stellung in der japanischen Fußballpyramide
| Stufe(n) | Liga/Division                                               |
| -------- | ----------------------------------------------------------- |
| I        | J1 League 20 Vereine                                        |
| II       | J2 League 20 Vereine                                        |
| III      | J3 League 20 Vereine                                        |
| IV       | Japan Football League 16 Vereine                            |
| V/VI     | 9 Regionalligen 134 Vereine                                 |
| VII+     | 46 Präfekturligen & 5 Blockligen auf Hokkaidō viele Vereine |

Seit Gründung der J. League Division 2 im Jahr 1999 besteht ein Auf- und Abstiegssystem, ähnlich dem europäischer Fußballligen, in dem die letzten beiden der J1 ab- bzw. die ersten beiden der J2 definitiv aufsteigen. Zwischen 2004 und 2008 spielten der Drittplatzierte der J2 und der 16. der J1 in der Relegation um einen Platz im Oberhaus. Wenn auch der Zweitligist den Vorgaben der J. League für eine Spielberechtigung entsprechen musste (u. a. Größe des Stadions von mindestens 10.000 Plätzen), wurde in dieser Zeit keinem Sieger der Aufstieg verweigert.
Bis zur Saison 2004 spielte die Division 1 eine eigenständige Hin- und Rückrunde, deren Gewinner in einem Endspiel die Meisterschaft entschieden. Lediglich in der Saison 1996 wurde zum ersten Mal eine volle Spielzeit gespielt, was ab 2005 die geteilte Saison ersetzte. Seit 2008 nehmen die besten drei Mannschaften der Liga sowie der Sieger des Kaiserpokals an der AFC Champions League teil. Sollte der Kaiserpokal-Gewinner auch unter den drei Ligabesten zu finden sein, wird das Teilnehmerfeld um den Viertplatzierten erweitert.
Zwischen 2009 und 2017 wurde das Relegationsspiel nicht ausgetragen, die drei letztplatzierten Vereine stiegen entsprechend automatisch ab. Mit der Saison 2018 erfolgte die Wiedereinführung der Relegation als einzelne Partie zwischen dem J1-Sechzehnten und dem Sieger der J2-Aufstiegsplayoffs. Nachdem das Relegationsspiel in den Jahren 2020 und 2021 aufgrund der Corona-Pandemie ausgesetzt wurde, fand dieses in der Saison 2022 wieder statt. Im Zuge der Umstrukturierung der drei Profiligen findet seit der Saison 2023 kein Relegationsspiel mehr statt, die drei schlechtesten Vereine steigen ab.

## Wettbewerbsmodus
Die achtzehn Mannschaften spielen ein Doppelrundenturnier, wobei jeweils ein Spiel gegen jede andere Mannschaft auf eigenem Platz stattfindet. Die Tabelle wird nach den folgenden Kriterien erstellt:
1. Anzahl der erzielten Punkte
2. Tordifferenz
3. Erzielte Tore
4. Direkter Vergleich
5. Los

Der Verein mit dem besten Ergebnis am Ende der Saison erringt den japanischen Meistertitel. Die beiden besten Teams qualifizieren sich für die Gruppenphase der AFC Champions League, der Drittplatzierte beginnt in der Play-off-Runde der Champions League. Sollte eine dieser Mannschaften zusätzlich den Kaiserpokal gewinnen, rückt der Viertplatzierte nach. Die schlechtesten drei Mannschaften steigen direkt in die J2 League ab.
Preisgelder
- 1. Platz: 200 Millionen Yen
- 2. Platz: 100 Millionen Yen
- 3. Platz: 80 Millionen Yen
- 4. Platz: 60 Millionen Yen
- 5. Platz: 40 Millionen Yen
- 6. Platz: 20 Millionen Yen
- 7. Platz: 10 Millionen Yen

### Teilnehmer 2025
| Logo | Verein                  | Beitritts- jahr | Beheimatet in                                     | Erste Saison in der höchsten Liga | Aktuell in der höchsten Liga seit |
| ---- | ----------------------- | --------------- | ------------------------------------------------- | --------------------------------- | --------------------------------- |
|      | Kashima Antlers (*)     | 1993            | Mehrere Städte im Südwesten der Präfektur Ibaraki | 1985                              | 1993                              |
|      | Urawa Red Diamonds (*)  | 1993            | Saitama, Saitama                                  | 1965                              | 2001                              |
|      | Kashiwa Reysol          | 1995            | Kashiwa, Chiba                                    | 1965                              | 2020                              |
|      | FC Tokyo                | 1999 (J2)       | Tokyo                                             | 2000                              | 2012                              |
|      | Tokyo Verdy (*)         | 1993            | Tokyo                                             | 1993                              | 2024                              |
|      | FC Machida Zelvia       | 2012 (J2)       | Machida, Tokyo                                    | 2024                              | 2024                              |
|      | Shonan Bellmare         | 1994            | Hiratsuka, Kanagawa                               | 1972                              | 2018                              |
|      | Kawasaki Frontale       | 1999 (J2)       | Kawasaki, Kanagawa                                | 1977                              | 2005                              |
|      | Yokohama F. Marinos (*) | 1993            | Yokohama und Yokosuka, Kanagawa                   | 1979                              | 1982                              |
|      | Yokohama FC             | 2001 (J2)       | Yokohama, Kanagawa                                | 2007                              | 2025                              |
|      | Albirex Niigata         | 1999 (J2)       | Niigata, Niigata                                  | 2004                              | 2023                              |
|      | Shimizu S-Pulse (*)     | 1993 (J1)       | Shizuoka, Shizuoka                                | 1993                              | 2025                              |
|      | Nagoya Grampus (*)      | 1993            | Nagoya, Aichi                                     | 1973                              | 2018                              |
|      | Kyōto Sanga             | 1996            | Städte im Südwesten von Kyōto                     | 1996                              | 2022                              |
|      | Cerezo Osaka            | 1995            | Osaka, Osaka                                      | 1965                              | 2017                              |
|      | Gamba Osaka (*)         | 1993            | Suita, Osaka                                      | 1986/87                           | 2014                              |
|      | Vissel Kōbe             | 1997            | Kōbe, Hyōgo                                       | 1997                              | 2014                              |
|      | Fagiano Okayama         | 2009            | Städteverbund in Okayama                          | 2025                              | 2025                              |
|      | Sanfrecce Hiroshima (*) | 1993            | Hiroshima, Hiroshima                              | 1965                              | 2009                              |
|      | Avispa Fukuoka          | 1994            | Fukuoka, Fukuoka                                  | 1996                              | 2021                              |

- +++Die Aufsteiger aus der J2 League sind lila unterlegt
- Sofern nicht anders angegeben, gibt das Beitrittsjahr die erste Spielzeit in der obersten Division der J. League an.
- „Erste Saison in der höchsten Liga“ und „Aktuell in der höchsten Liga seit“ schließt die Spielzeiten in der früheren Japan Soccer League mit ein.
- Die mit (*) gekennzeichnete Teams gehören zu den Gründungsmitgliedern der J.League 1993. Die Yokohama Flügels stellten 1999 den Spielbetrieb ein und fusionierten mit den Yokohama Marinos. Die verbleibenden Gründungsmitglieder JEF United Ichihara Chiba und Shimizu S-Pulse spielen derzeitig in der J2 League.

## Meisterschaft und Abstieg

### Meister seit Gründung der J. League
| Jahr | Meister             | Vizemeister         |
| ---- | ------------------- | ------------------- |
| 1993 | Verdy Kawasaki      | Kashima Antlers     |
| 1994 | Verdy Kawasaki      | Sanfrecce Hiroshima |
| 1995 | Yokohama Marinos    | Verdy Kawasaki      |
| 1996 | Kashima Antlers     | Nagoya Grampus      |
| 1997 | Júbilo Iwata        | Kashima Antlers     |
| 1998 | Kashima Antlers     | Júbilo Iwata        |
| 1999 | Júbilo Iwata        | Shimizu S-Pulse     |
| 2000 | Kashima Antlers     | Yokohama F. Marinos |
| 2001 | Kashima Antlers     | Júbilo Iwata        |
| 2002 | Júbilo Iwata        | Yokohama F. Marinos |
| 2003 | Yokohama F. Marinos | Júbilo Iwata        |
| 2004 | Yokohama F. Marinos | Urawa Red Diamonds  |
| 2005 | Gamba Osaka         | Urawa Red Diamonds  |
| 2006 | Urawa Red Diamonds  | Kawasaki Frontale   |
| 2007 | Kashima Antlers     | Urawa Red Diamonds  |
| 2008 | Kashima Antlers     | Kawasaki Frontale   |
| 2009 | Kashima Antlers     | Kawasaki Frontale   |
| 2010 | Nagoya Grampus      | Gamba Osaka         |
| 2011 | Kashiwa Reysol      | Nagoya Grampus      |
| 2012 | Sanfrecce Hiroshima | Vegalta Sendai      |
| 2013 | Sanfrecce Hiroshima | Yokohama F. Marinos |
| 2014 | Gamba Osaka         | Urawa Red Diamonds  |
| 2015 | Sanfrecce Hiroshima | Gamba Osaka         |
| 2016 | Kashima Antlers     | Urawa Red Diamonds  |
| 2017 | Kawasaki Frontale   | Kashima Antlers     |
| 2018 | Kawasaki Frontale   | Sanfrecce Hiroshima |
| 2019 | Yokohama F. Marinos | FC Tokyo            |
| 2020 | Kawasaki Frontale   | Gamba Osaka         |
| 2021 | Kawasaki Frontale   | Yokohama F. Marinos |
| 2022 | Yokohama F. Marinos | Kawasaki Frontale   |
| 2023 | Vissel Kōbe         | Yokohama F. Marinos |
| 2024 | Vissel Kōbe         | Sanfrecce Hiroshima |

Zweigeteilte Saison (1993–1995, 1997–2004, 2015–2016)
Einzelsaison (1996, 2005–2014, seit 2017)

### Rekordmeister
| Verein              | Meister | Vizemeister | Meister                                        | Vizemeister                  |
| ------------------- | ------- | ----------- | ---------------------------------------------- | ---------------------------- |
| Kashima Antlers     | 8       | 3           | 1996, 1998, 2000, 2001, 2007, 2008, 2009, 2016 | 1993, 1997, 2017             |
| Yokohama Marinos    | 5       | 5           | 1995, 2003, 2004, 2019, 2022                   | 2000, 2002, 2013, 2021, 2023 |
| Kawasaki Frontale   | 4       | 4           | 2017, 2018, 2020, 2021                         | 2006, 2008, 2009, 2022       |
| Júbilo Iwata        | 3       | 3           | 1997, 1999, 2002                               | 1998, 2001, 2003             |
| Sanfrecce Hiroshima | 3       | 3           | 2012, 2013, 2015                               | 1994, 2018, 2024             |
| Gamba Osaka         | 2       | 3           | 2005, 2014                                     | 2010, 2015, 2020             |
| Tokyo Verdy         | 2       | 1           | 1993, 1994                                     | 1995                         |
| Vissel Kōbe         | 2       | 0           | 2023, 2024                                     | 2004, 2005, 2007, 2014, 2016 |
| Urawa Red Diamonds  | 1       | 5           | 2006                                           | 2004, 2005, 2007, 2014, 2016 |
| Nagoya Grampus      | 1       | 2           | 2010                                           | 1996, 2011                   |
| Kashiwa Reysol      | 1       | 0           | 2011                                           |                              |
| Shimizu S-Pulse     | 0       | 1           |                                                | 1999                         |
| Vegalta Sendai      | 0       | 1           |                                                | 2012                         |
| FC Tokyo            | 0       | 1           |                                                | 2019                         |

### Geschichte der Relegation
Saison 1998
Mit Einführung der J. League Division 2 wurde die Mannschaftszahl der J1 von 18 auf 16 verkleinert. Der ursprüngliche Plan sah vor, dass am Ende der Saison 1998 sechs Teams in einem Play-down-Turnier um vier Plätze in der Division 1 spielten. Es handelte sich um den JFL-Teilnehmer Kawasaki Frontale sowie um fünf weitere Mannschaften, die in einer Gesamttabelle über die Spielzeiten 1997 und 1998 die letzten Plätze belegten. Mit der Auflösung der Yokohama Flügels fiel ohnehin ein Team aus der Division 1, sodass sich die Anzahl der teilnehmenden Mannschaften auf fünf reduzierte.
Kawasaki und Avispa Fukuoka bestritten zunächst ein einzelnes Qualifikationsspiel für das Turnier, der Verlierer dieses Spiels wurde in die Division 2 eingeordnet. Avispa konnte sich hier in der Verlängerung mit Hilfe eines Golden Goals durchsetzen und traf nun im Halbfinale auf JEF United Ichihara, die andere Begegnung bestritten Vissel Kōbe und Consadole Sapporo. Nachdem sich JEF United und Vissel relativ deutlich in Hin- und Rückspiel behaupteten, war es letztlich Consadole, das nach zwei Finalniederlagen gegen Avispa als erster Verein der Ligageschichte absteigen sollte. Zusammen mit Kawasaki Frontale und acht weiteren Clubs begründeten sie die neue J. League Division 2.
Spielzeiten 1999–2004
Zwischen 1999 und 2003 stiegen die beiden Letztplatzierten am Ende der Saison in die J2 ab. Dies errechnete sich aus dem Abschneiden in beiden Spielzeiten der zweigeteilten Saison und nicht, wie im Titelkampf, an der Platzierung in einer Saisonhälfte. Nach der Saison 2004 wurde das Teilnehmerfeld von 16 auf 18 erhöht, weshalb keine Mannschaft direkt absteigen musste. Stattdessen spielten der Tabellensechzehnte der J1 gegen den Dritten der J2 in Hin- und Rückspiel um den Aufstieg beziehungsweise Klassenerhalt. Auch hier wurde der Tabellensechzehnte aus beiden Spielzeiten ermittelt.
Spielzeiten 2005 bis heute
Von 2005 bis 2008 stiegen die beiden letztplatzierten Teams direkt ab, während der Sechzehnte in zwei Relegationsspielen um den Klassenerhalt spielen musste. Zwischen 2009 und 2017 wurde auf die Relegation verzichtet und drei Vereine stiegen automatisch ab. Während der kurzzeitigen Wiedereinführung der zweigeteilten Meisterschaft in den Saisons 2015 und 2016 wurden diese Teams abermals durch Ermittlung einer Gesamttabelle über beide Spielzeiten ermittelt. Mit der Wiederbelebung der Relegation ab der Saison 2018 steigen wieder nur die beiden letztplatzierten Mannschaften direkt ab, der Sechzehnte spielt nun in einer einzelnen Partie gegen den Gewinner der J2-Aufstiegsplayoffs um den Klassenverbleib. Die Jahre 2020 und 2021 bildeten eine Ausnahme: Während in der Saison 2020 keine Mannschaft abstieg, wurden zum Ende der Saison 2021 vier Vereine in die J2 League versetzt, um die ursprüngliche Ligastärke von 18 Mannschaften wiederherzustellen. In der Saison 2022 fand das Relegationsspiel wieder einmalig statt, in der Saison 2023 steigt im Zuge einer Ligaerweiterung nur die schlechteste Mannschaft ab, während ab der Saison 2024 die drei am schlechtesten platzierten Mannschaften absteigen.
Zusammenfassung
| Saison | 15.                 | 16.                   | 17.                 | 18.                | 19.               | 20.         |
| ------ | ------------------- | --------------------- | ------------------- | ------------------ | ----------------- | ----------- |
| 1998   | JEF United Chiba    | Consadole Sapporo     | Vissel Kōbe         | Avispa Fukuoka     |                   |             |
| 1999   | Urawa Red Diamonds  | Bellmare Hiratsuka    |                     |                    |                   |             |
| 2000   | Kyoto Purple Sanga  | Kawasaki Frontale     |                     |                    |                   |             |
| 2001   | Avispa Fukuoka      | Cerezo Osaka          |                     |                    |                   |             |
| 2002   | Sanfrecce Hiroshima | Consadole Sapporo     |                     |                    |                   |             |
| 2003   | Vegalta Sendai      | Kyoto Purple Sanga    |                     |                    |                   |             |
| 2004   | Cerezo Osaka        | Kashiwa Reysol †      |                     |                    |                   |             |
| 2005   | Shimizu S-Pulse     | Kashiwa Reysol ‡      | Tokyo Verdy 1969    | Vissel Kōbe        |                   |             |
| 2006   | Ventforet Kofu      | Avispa Fukuoka ‡      | Cerezo Osaka        | Kyoto Purple Sanga |                   |             |
| 2007   | RB Ōmiya Ardija     | Sanfrecce Hiroshima ‡ | Ventforet Kofu      | Yokohama FC        |                   |             |
| 2008   | JEF United Chiba    | Júbilo Iwata †        | Tokyo Verdy         | Consadole Sapporo  |                   |             |
| 2009   | Montedio Yamagata   | Kashiwa Reysol        | Ōita Trinita        | JEF United Chiba   |                   |             |
| 2010   | Vissel Kōbe         | FC Tokyo              | Kyoto Sanga F.C.    | Shonan Bellmare    |                   |             |
| 2011   | Urawa Red Diamonds  | Ventforet Kofu        | Avispa Fukuoka      | Montedio Yamagata  |                   |             |
| 2012   | Albirex Niigata     | Vissel Kōbe           | Gamba Osaka         | Consadole Sapporo  |                   |             |
| 2013   | Ventforet Kofu      | Shonan Bellmare       | Júbilo Iwata        | Ōita Trinita       |                   |             |
| 2014   | Shimizu S-Pulse     | RB Ōmiya Ardija       | Cerezo Osaka        | Tokushima Vortis   |                   |             |
| 2015   | Albirex Niigata     | Matsumoto Yamaga FC   | Shimizu S-Pulse     | Montedio Yamagata  |                   |             |
| 2016   | Albirex Niigata     | Nagoya Grampus        | Shonan Bellmare     | Avispa Fukuoka     |                   |             |
| 2017   | Sanfrecce Hiroshima | Ventforet Kofu        | Albirex Niigata     | Ōmiya Ardija       |                   |             |
| 2018   | Nagoya Grampus      | Júbilo Iwata †        | Kashiwa Reysol      | V-Varen Nagasaki   |                   |             |
| 2019   | Sagan Tosu          | Shonan Bellmare †     | Matsumoto Yamaga FC | Júbilo Iwata       |                   |             |
| 2020   | Yokohama FC         | Shimizu S-Pulse       | Vegalta Sendai      | Shonan Bellmare    |                   |             |
| 2021   | Kashiwa Reysol      | Shonan Bellmare       | Tokushima Vortis    | Ōita Trinita       | Vegalta Sendai    | Yokohama FC |
| 2022   | Gamba Osaka         | Kyoto Sanga F.C. †    | Shimizu S-Pulse     | Júbilo Iwata       |                   |             |
| 2023   | Shonan Bellmare     | Gamba Osaka           | Kashiwa Reysol      | Yokohama FC        |                   |             |
| 2024   | Shonan Bellmare     | Albirex Niigata       | Kashiwa Reysol      | Júbilo Iwata       | Consadole Sapporo | Sagan Tosu  |

- Fett geschriebene Vereine stiegen ab
- † gewannen das Relegationsspiel
- ‡ Verloren das Relegationsspiel und stiegen ab

## Weitere Wettbewerbe
National
- Kaiserpokal (seit 1921)
- JOMO All-Stars Soccer (seit 1993)
- XEROX Super Cup (seit 1994)
- J.League Cup (seit 1992, außer 1995)

International
- FIFA-Klub-Weltmeisterschaft (2007–2008, 2011–2012, 2015–2016)
- AFC Champions League Elite (1969, 1986/87–2002/03 und seit 2004)
- Copa Suruga Bank (seit 2008)

Frühere Wettbewerbe
- Pan-Pacific Championship (2008, 2009)
- Relegationsspiele (2004–2008)
- A3 Champions Cup (2003–2007)
- Suntory Championship (1993–2004, außer 1996)
- Sanwa Bank Cup (1994–1997)

## Auszeichnungen
- Trainer des Jahres
- Spieler des Jahres (最優秀選手賞, saiyūshū senshushō)
- Nachwuchsspieler des Jahres (ベストヤングプレーヤー賞, besuto yangu purēyāshō)
- Elf des Jahres (Best XI; ベストイレブン, besuto irebun)
- Torschützenkönig des Jahres (得点王, tokuten’ō)

## Erwähnenswerte Spieler der J. League
Speziell zu Beginn der J.-League-Geschichte versuchte die Liga, eine Reihe von altgedienten ausländischen Stars zu verpflichten, um so das allgemeine Spielniveau zu steigern. Nachstehend findet sich eine Auswahl von solchen Spielern, die vor allem für den deutschen Sprachraum von Interesse ist.
- Zico – Kashima Antlers (1993–1994)
- Uwe Bein – Urawa Red Diamonds (1994–1996)
- Guido Buchwald – Urawa Red Diamonds (1994–1997)
- Pierre Littbarski – JEF United Ichihara Chiba (1993–1995)
- Michael Rummenigge – Urawa Red Diamonds (1993–1995)
- Michael Laudrup – Vissel Kōbe (1996–1997)
- Dragan Stojković – Nagoya Grampus Eight (1994–2001)
- Patrick M’Boma – Gamba Osaka (1997–1998), Tokyo Verdy (2003–2004), Vissel Kōbe (2004–2005)
- Christo Stoitschkow – Kashiwa Reysol (1998–1999)
- Gary Lineker – Nagoya Grampus Eight (1993–1994)
- Dunga – Jubilo Iwata (1995–1998)
- Mario Haas – JEF United (2005–2006)
- Ivica Vastić – Nagoya Grampus Eight (2002–2003)
- Cacau – Cerezo Osaka (2014–2015)
- Diego Forlán – Cerezo Osaka (2014–2015)
- Lukas Podolski – Vissel Kōbe (2017–2020)
- Andrés Iniesta – Vissel Kōbe (2018–2023)
- Fernando Torres – Sagan Tosu (2018–2019)[5]
- David Villa – Vissel Kōbe (2019–2020)

## Zuschauerzahlen
Mit einem Zuschauerschnitt von 20.355 in der Saison 2024 konnte die Liga zum Vor-Corona-Niveau zurückkehren und lag zwischen der niederländischen Eredivisie und der französischen Ligue 1.
| Saison                 | Schnitt | Spiele | Gesamt    |
| ---------------------- | ------- | ------ | --------- |
| 2005                   | 18.765  | 306    | 5.742.233 |
| 2006                   | 18.299  | 306    | 5.599.408 |
| 2007                   | 19.066  | 306    | 5.834.081 |
| 2008                   | 19.203  | 306    | 5.876.138 |
| 2009                   | 19.094  | 306    | 5.842.695 |
| 2010                   | 18.501  | 306    | 5.661.296 |
| 2011                   | 15.715  | 306    | 4.808.859 |
| 2012                   | 17.534  | 306    | 5.365.310 |
| 2013                   | 17.160  | 306    | 5.251.083 |
| 2014                   | 17.239  | 306    | 5.275.090 |
| 2015                   | 17.803  | 306    | 5.447.602 |
| 2016                   | 17.968  | 306    | 5.498.222 |
| 2017                   | 18.883  | 306    | 5.778.198 |
| 2018                   | 19.079  | 306    | 5.838.050 |
| 2019                   | 20.750  | 306    | 6.349.421 |
| 2020                   | 3.280   | 306    | 1.003.539 |
| 2021                   | 6.661   | 380    | 2.531.007 |
| 2022                   | 14.328  | 306    | 4.384.401 |
| 2023                   | 18.993  | 306    | 5.811.987 |
| 2024                   | 20.355  | 380    | 7.734.871 |
| Quelle: j-league.or.jp |         |        |           |

## Übertragung im deutschsprachigen Raum
Im deutschsprachigen Raum erfolgt die Ausstrahlung in der Saison 2019 über die Online-Pay-TV-Sender DAZN, Sportdigital und RakutenSports. DAZN bietet hierbei jeden Spieltag ein Spiel live und auf Abruf an; dieses Spiel wird dann gelegentlich von Sportdigital übernommen. Darüber hinaus können bei RakutenSports wöchentlich drei Spiele als Livestream kostenlos angeschaut werden.